# Ludwig Abeille
Johann Christian Ludwig Abeille, född den 20 februari 1761 i Bayreuth, död den 2 mars 1838 i Stuttgart, var en tysk pianist, orgelspelare och tonsättare. 
Abeille var från 1782 medlem av hovkapellet i Stuttgart och efterträdde Johann Rudolf Zumsteeg som konsertmästare. Hans kompositioner utgörs av operor, kammarmusik och sånger. I sin samtid var Abeille en känd virtuos.

### Fotnoter
1. ↑  ”Abeille (Ludwig)”. Bayerisher Musikerlexikon. https://daten.digitale-sammlungen.de/~db/bsb00008091/images/index.html?id=00008091&groesser=&fip=qrseneayawewqxdsydenqrseayaeayaw&no=9&seite=38.
2. ↑  ”Abeille, (Johann Christian) Ludwig”. https://www.oxfordmusiconline.com/view/10.1093/gmo/9781561592630.001.0001/omo-9781561592630-e-0000000032;jsessionid=9792A11A071EECA8C74C109A83D09DB5.

### Allmänna källor
- Tobias Norlind: Allmänt musiklexikon, band I (Stockholm 1916), sidan 2.